# Űrdinkák
Az Űrdinkák (angolul: Space Goofs, franciául: Les Zinzins de l'Espace) francia rajzfilmsorozat. Az első évad producere a Gaumont volt, a második évadé a Xilam Animation. A műsor Franciaországban a France 3 csatornán futott 1997. szeptember 6.-tól 2006. május 12.-ig. Ugyanebben az évben debütált a ProSieben csatornán Németországban, Québecben pedig a Télétoonon. Az Egyesült Királyságban először a Channel 4 vetítette 1998-ban, a második évad pedig a Nicktoons UK-n mutatkozott be 2005. november 5.-én. Amerikában a Fox Kids vetítette. 1998-ban átköltözött a Nickelodeonra. Magyarországon az RTL Klub vetítette a Kölyökklub blokkban, 1999-ben, de csak az első évadot.

## Cselekmény
Öt űrlény, akik a Zigma B bolygóról származnak, piknikezni mennek. Az űrhajójuk viszont nekicsapódik egy aszteroidának, emiatt a Földre kerülnek. Itt álcát öltenek magukra, és beköltöznek egy házba. Céljuk, hogy visszajussanak a bolygójukra, illetve, hogy elüldözzenek bárkit, aki a házuk közelébe merészkedik. Mivel az új űrhajó építése nehézkesen halad, ezért egyre jobban alkalmazkodnak a földi élethez és lassacskán megszokják új otthonukat.

## Videojáték
A sorozat alapján videojáték is készült, amelyet az Ubisoft adott ki.

## Film
A sorozat alapján filmet is terveztek, amely 2009-ben jelent volna meg.

## Fogadtatás
Az IMDb-n 6.8 pontot ért el a tízből.